# 早稲田町
早稲田町（わせだまち）は、東京都新宿区の町名。「丁目」の設定のない単独町名である。住居表示未実施。

## 地理
新宿区の北部に位置する。牛込地域に属し、牛込の名を冠して牛込早稲田町とも呼ばれる。地域北部は、早稲田鶴巻町に接する。東部は外苑東通りに接し、榎町に接する。南東部は弁天町に接する。南部は、早稲田南町・喜久井町に接する。南西部は、馬場下町に接する。西部は、戸塚町に接する（地名はいずれも新宿区）。
地域内を早稲田通りが通っている。
早稲田通り沿いを中心にビルや商店が並んでいる。道路から離れると住宅が見られる。

## 世帯数と人口
2025年（令和7年）3月1日現在（新宿区発表）の世帯数と人口は以下の通りである。
- 世帯数 : 931世帯
- 人口 : 1,287人

### 人口の変遷
国勢調査による人口の推移。
| 年                 | 人口  |
| ------------------ | ----- |
| 1995年（平成7年）  | 873   |
| 2000年（平成12年） | 908   |
| 2005年（平成17年） | 925   |
| 2010年（平成22年） | 1,011 |
| 2015年（平成27年） | 1,052 |
| 2020年（令和2年）  | 1,418 |

### 世帯数の変遷
国勢調査による世帯数の推移。
| 年                 | 世帯数 |
| ------------------ | ------ |
| 1995年（平成7年）  | 437    |
| 2000年（平成12年） | 515    |
| 2005年（平成17年） | 628    |
| 2010年（平成22年） | 670    |
| 2015年（平成27年） | 715    |
| 2020年（令和2年）  | 1,033  |

## 学区
区立小・中学校に通う場合、学区は以下の通りとなる（2018年8月時点）。
- 区域 : 全域
  - 小学校 : 新宿区立早稲田小学校
  - 中学校 : 新宿区立牛込第二中学校

## 事業所
2021年（令和3年）現在の経済センサス調査による事業所数と従業員数は以下の通りである。
- 事業所数 : 104事業所
- 従業員数 : 852人

### 事業者数の変遷
経済センサスによる事業所数の推移。
| 年                 | 事業者数 |
| ------------------ | -------- |
| 2016年（平成28年） | 117      |
| 2021年（令和3年）  | 104      |

### 従業員数の変遷
経済センサスによる従業員数の推移。
| 年                 | 従業員数 |
| ------------------ | -------- |
| 2016年（平成28年） | 992      |
| 2021年（令和3年）  | 852      |

## 施設
- 早稲田大学研究開発センター（一部）
- 早稲田大学喜久井町キャンパス（一部）
- 新宿馬場下郵便局

## その他

### 日本郵便
- 郵便番号 : 162-0042[3]（集配局 : 牛込郵便局[15]）。